# Lepus insularis
Il jackrabbit nero o lepre nera o lepre di Espiritu Santo (Lepus insularis Bryant, 1891) è un mammifero lagomorfo della famiglia dei Leporidi endemico dell'isola Espíritu Santo, in Messico.
La specie è stata per lungo tempo considerata una popolazione locale affetta da melanismo di Lepus californicus, specie alla quale è assai affine anche filogeneticamente: tale popolazione insulare, vivendo in ambienti privi di predatori (l'unico predatore terrestre presente sull'isola è Bassariscus astutus, che caccia prede di taglia assai inferiore) si è potuta evolvere in isolamento, sviluppando caratteri che in un contesto continentale l'avrebbero fortemente penalizzata.

Gli studi morfologici, tuttavia, hanno evidenziato una differenza piuttosto netta nella conformazione cranica delle due popolazioni, così marcata da aver fatto ritenere sensato agli studiosi di poter parlare di due specie distinte piuttosto che di popolazioni.

## Distribuzione
La specie è endemica dell'isola di isola Espíritu Santo, nel golfo di California; è stata introdotta anche sulla vicina isola di Pichilinque.

Colonizzando tutto il territorio insulare, si può dire che la specie è assai adattabile in termini di esigenze ambientali, tuttavia la si trova più frequentemente nelle vallate e sui fianchi delle colline, in ambienti non eccessivamente rocciosi.

## Descrizione

### Dimensioni
Misura circa 55 cm di lunghezza, per un peso di tre chili e mezzo.

### Aspetto

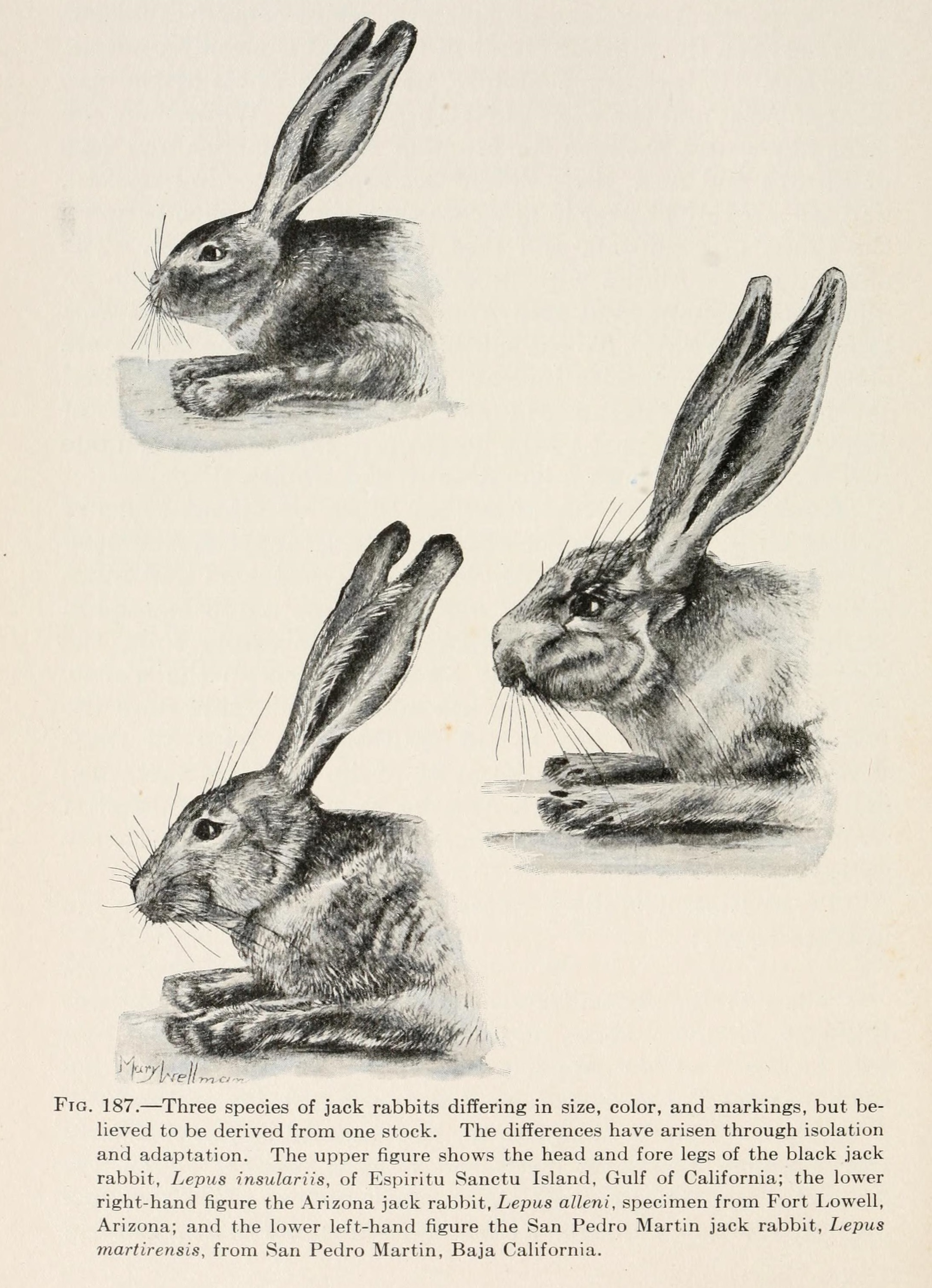
Confronto tra Lepus insularis, Lepus alleni e Lepus californicus.

La specie presenta un caratteristico mantello di colore nero lucido su dorso e testa, mentre la zona ventrale ha una colorazione tendente al bruno-cannella: sulla fronte possono essere presenti sparsi peli bianchi, mentre alla base delle orecchie ed attorno agli occhi il pelo si schiarisce notevolmente, assumendo sfumature grigie.

## Biologia
Si tratta di animali notturni e solitari, che durante il giorno riposano in buche profonde una decina di centimetri poste all'ombra di qualche cespuglio: in caso di giornate nuvolose, tuttavia, è possibile vederli allo scoperto anche durante le ore pomeridiane.

### Alimentazione
Si tratta di animali erbivori: i loro cibi preferiti sono le piante erbacee, ma all'occorrenza si nutrono anche di foglie di cactus e qualsiasi altro tipo di materiale vegetale. Essendo l'isola di Espiritu Santo un posto virtualmente privo d'acqua, similmente a specie adattate alla vita in ambienti desertici l'animale non beve mai, ma ricava l'acqua di cui necessita dal cibo: questo adattamento risulta dannoso per le piante soprattutto durante la stagione secca, quando l'animale si nutre in larga parte di germogli.

### Riproduzione
La stagione riproduttiva dura da gennaio ad agosto: durante questo periodo, la femmina può allevare con successo fino a tre nidiate. I maschi, quando la femmina è in estro, perdono la loro naturale cautela ed ingaggiano combattimenti anche violenti a suon di calci e pugni dati con le zampe anteriori: spesso la femmina, più grossa del maschio a parità d'età, è costretta a difendersi dalle sue eccessive attenzioni.

La gestazione dura una quarantina di giorni, al termine dei quali vengono dati alla luce una media di tre cuccioli già ben ricoperti di pelo ed in grado di vedere e muoversi: essi vengono svezzati già poche settimane dopo il parto e dopo lo svezzamento la madre (che già si prende assai poca cura di loro, limitandosi a nutrirli qualche volta al giorno) cessa di prendersi cura di loro.